# 발터 네링

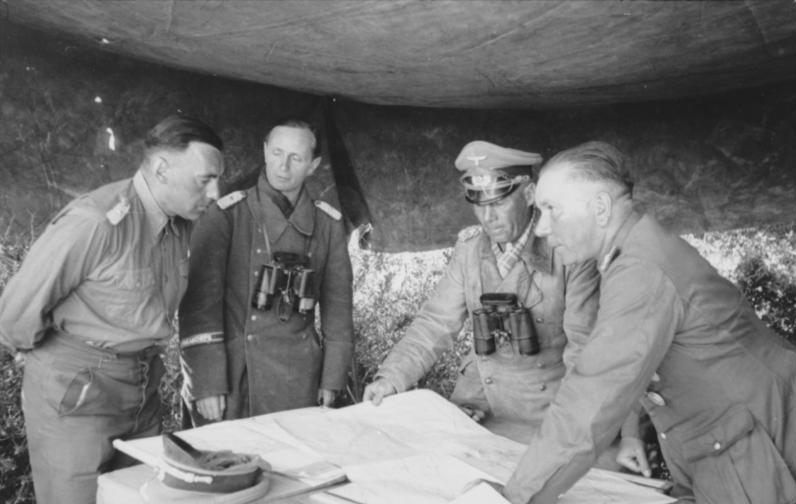
1942년 4월, 토브루크 공략에 대해 서로 이야기하는 발터 네링 (오른쪽), 프리츠 바예를라인 (왼쪽), 에르빈 로멜.

발터 네링 (Walther Nehring, 1892년 8월 15일 ~ 1983년 4월 20일) 은 제2차 세계 대전 중 독일의 장군으로, 독일 아프리카 군단 (Afrika Korps)에서 활약한 바 있다.